# بوينوس آيرس (محطة مترو أنفاق مدريد)
بوينوس آيرس (بالإسبانية: Buenos Aires)‏ هي محطة مترو أنفاق في مدريد في إسبانيا، تقع على الخط رقم 1.